# Kriminálka Miami
Kriminálka Miami (v anglickém originále CSI: Miami) je americký policejně procedurální dramatický televizní seriál, který se vysílal od 23. září 2002 až do 8. dubna 2012 na americké televizní stanici CBS. V Česku se seriál vysílá od 25. května 2006 na TV Nova. Seriál je prvním spin-off seriálu Kriminálka Las Vegas. S kriminálkou Miami se seznamujeme ve 22. dílu 2. řady („Konflikt pravomocí“) Kriminálky Las Vegas. Tým kriminálky z Las Vegas přijíždí do Miami kvůli vraždě policisty s důležitým umístěním.
Seriál sleduje vyšetřování týmu policejního sboru z Miami, forenzních vědců, kteří odhalují okolnosti pozadí zvláštních a neobvyklých úmrtí a spáchaných zločinů. Kriminálka Miami je produkovaná ve spolupráci s Kanadskou mediální společností Alliance Atlantis.
Dne 1. února 2012 televize CBS oznámila desátou sérii, která měla 19 epizod, tak aby uvolnila místo novému televizními seriálu NYC 22. Dne 13. května 2012 byly oba seriály zrušeny.

## Zápletka a styl

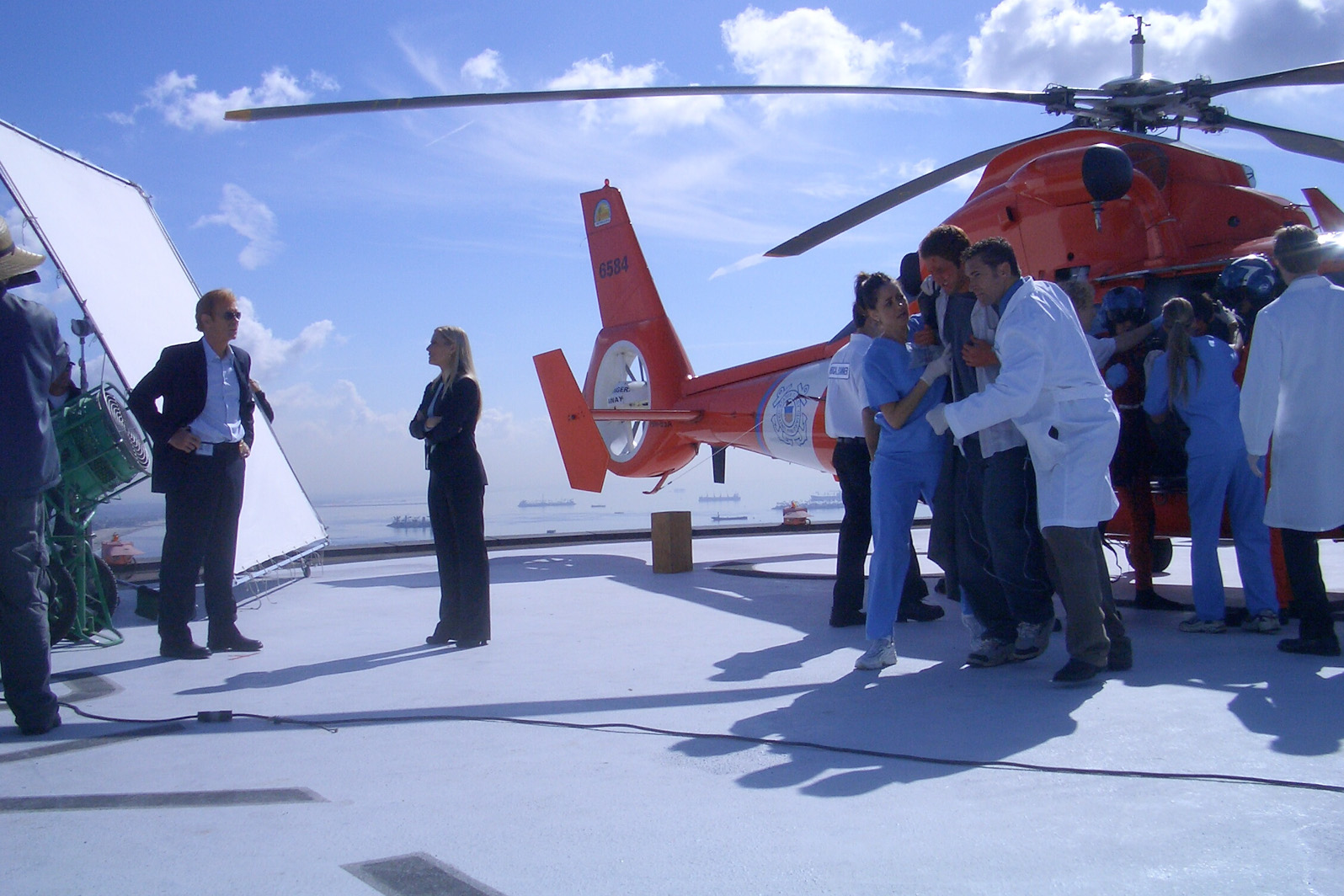
Tým Miami CSI

Podobně, jako původním seriálu Kriminálka Las Vegas, tak i v seriálu Kriminálka Miami zobrazuje způsob práce týmu forenzních detektivních vědců, kteří slouží v Miamském policejním sboru. Odehrává se v současnosti v oblasti Miami-Dade, přičemž zahrnuje i další oblasti, jako Miami, Kendall, Miami Beach, Coral Gables, Opa-Locka, Key Biscayne a podobně.
Tým kriminalistů vyšetřuje záhadné a zvláštní úmrtí, aby zjistili kdo byl vrahem a kdo byl obětí a jaká byla záminka k vraždě. Taktéž řeší jiné vážné zločiny, jako například znásilnění. V každé epizodě se odehrává a vyšetřuje pouze jeden případ, na rozdíl od výše zmíněných sesterských seriálů, ve kterých se rozebírají dva případy v jedné epizodě. Většina postav se vyskytuje ve všech třech seriálech.

## Obsazení
| Postava                    | Herec               | Pozice                 | Řada     | Řada     | Řada     | Řada     | Řada      | Řada      | Řada      | Řada      | Řada      | Řada   | Řada |
| Postava                    | Herec               | Pozice                 | 1        | 2        | 3        | 4        | 5         | 6         | 7         | 8         | 9         | 10     |      |
| -------------------------- | ------------------- | ---------------------- | -------- | -------- | -------- | -------- | --------- | --------- | --------- | --------- | --------- | ------ | ---- |
| Lt. Horatio Caine          | David Caruso        | poručík                | hlavní   | hlavní   | hlavní   | hlavní   | hlavní    | hlavní    | hlavní    | hlavní    | hlavní    | hlavní |      |
| Lt. Megan Donner           | Kim Delaney         | asistent poručíka      | hlavní   |          |          |          |           |           |           |           |           |        |      |
| Det. Calleigh Duquesne     | Emily Procterová    | asistent poručíka      | hlavní   | hlavní   | hlavní   | hlavní   | hlavní    | hlavní    | hlavní    | hlavní    | hlavní    | hlavní |      |
| Det. Eric Delko            | Adam Rodriguez      | kriminalista 3. úrovně | hlavní   | hlavní   | hlavní   | hlavní   | hlavní    | hlavní    | hlavní    | hostující | hlavní    | hlavní |      |
| Dr. Alexx Woods            | Khandi Alexanderová | patoložka              | hlavní   | hlavní   | hlavní   | hlavní   | hlavní    | hlavní    | hostující | hostující |           |        |      |
| Det. Timothy „Tim“ Speedle | Rory Cochrane       | kriminalista 3. úrovně | hlavní   | hlavní   | hlavní   |          |           | hostující |           |           |           |        |      |
| Det. Yelina Salas          | Sofia Milos         | detektiv               | vedlejší | vedlejší | hlavní   |          | hostující | hostující | hostující |           |           |        |      |
| Det. Ryan Wolfe            | Jonathan Togo       | kriminalista 3. úrovně |          |          | hlavní   | hlavní   | hlavní    | hlavní    | hlavní    | hlavní    | hlavní    | hlavní |      |
| Sgt. Frank Tripp           | Rex Linn            | detektiv               | vedlejší | vedlejší | vedlejší | vedlejší | hlavní    | hlavní    | hlavní    | hlavní    | hlavní    | hlavní |      |
| Natalia Boa Vista          | Eva LaRue           | kriminalista 1. úrovně |          |          |          | vedlejší | hlavní    | hlavní    | hlavní    | hlavní    | hlavní    | hlavní |      |
| Dr. Tara Price             | Megalyn Echikunwoke | patoložka              |          |          |          |          |           |           | hlavní    |           |           |        |      |
| Det. Jesse Cardoza         | Eddie Cibrian       | kriminalista 2. úrovně |          |          |          |          |           |           |           | hlavní    | hostující |        |      |
| Det. Walter Simmons        | Omar Benson Miller  | kriminalista 1. úrovně |          |          |          |          |           |           |           | hlavní    | hlavní    | hlavní |      |

### Hlavní role
- Kriminalista 3. úrovně, poručík Horatio „H“ Caine (David Caruso) je vedoucí kriminalistické laboratoře v Miami-Dade, bývalý detektiv kriminálního okrsku newyorské policie (NYPD), forenzní analytik a bývalý důstojník pyrotechniky. V epizodě „Ztráty tváře“ (2. díl 1. řady) se zjistilo, že všechno, co věděl, se naučil od jeho dobrého přítele a mentora, Ala Humprehreyse (Lou Beatty mladší), který byl zabit výbuchem, když se v této epizodě snažil zneškodnit bombu. O Horátiovi je známo, že se velmi oddaně snaží chránit svůj tým, často chodí pomáhat ostatním v týmu dle potřeby. Horatio byl krátce ženatý se sestrou Erika Delka, Marisol (Alana de la Garza), manželství však skončilo, když byla zavražděna sniperem na objednávku Mala Noche. V 6. řadě vyšlo najevo, že Horatio má šestnáctiletého syna jménem Kyle (z aférky, když ještě pracoval v utajení pod jménem John Walden). Používá techniku „zůstat v klidu“ v konfrontaci s oběťmi, vrahy, atd. Obvykle nosí černý oblek (i přes silná miamská vedra) a černé sluneční brýle.

### Sestava a členové týmu
Na začátku v prvních dvou řadách mezi původními členy týmu byli poručík Horatio Caine, kriminalista Eric Delko, kriminalistka a odbornice na balistiku Calleigh Duquensová, kriminalista Tim Speedle a doktorka Alexx Woodsová. V pár epizodách se objevil jako vedlejší postava i detektiv (později seržant), Horatiova pravá ruka Frank Tripp.
Pak na začátku 3.řady dostal Frank více prostoru a začal se tam více objevovat, pak už byl vidět v každém díle. Ale zároveň na začátku 3.řady tým postihla jedna velká ztráta, zemřel Tim Speedle-Ericův přítel a parťák. Na jeho místo nastoupil nováček, původně strážník Ryan Wolfe, což nesl Eric velice těžce, dlouho si nemohli přijít na jméno, ale později se spřátelili.
Pak na začátku 4.řady nastoupila do týmu nová kriminalistka a laborantka Natalie Boa Vista, ale infiltrovala se tam jako špeh FBI, ale jen proto aby chránila Horatiův tým.
Pak na konci 6.řady odešla z týmu dlouholetá patoložka Alexx Woodsová, začala pracovat v nemocnici a na její místo nastoupila nová doktorka Tara Pricová, která se tam ale neohřála déle než jednu(sedmou) řadu, pak odešla protože začala krást v pitevně léky.
Na začátku 8.řady byl kriminalista Eric Delko vážně zraněn, tak na nějakou dobu ze zdravotních důvodů odešel.
Na jeho místo nastoupili 2 noví kriminalisté( laborant Walter Simmons a Horatiův starý známý z L.A Jesse Cardoza) a zároveň nový patolog Dr. Tom Loman.
Poté, co se Eric zotavil začal pracovat u soudu pro prokurátorku Rebbeccu Nevinsovou, která ale byla na konci 8.řady zabita a záhadně se začaly ztrácet diamanty a jiné materiály z policejního skladu.
Eric byl tomu na stopě, pomohl týmu dopadnout vraha Nevinsové a odhalit krádež diamantů, tak si získal opět jejich přízeň.
Nedlouho poté zemřel Jesse Cardoza, tak se Eric zase zpátky vrátil do týmu a celou 9-10 řadu až do konce už zůstali v téhle sestavě.
(Horatio, Eric, Calleigh, Frank Tripp, Ryan Wolf, Walter Simmons a Natalie Boa Vista)

## Dabing
| Postava                    | Dabéři            | Dabéři            | Dabéři            | Dabéři            | Dabéři            | Dabéři            | Dabéři            | Dabéři            | Dabéři            | Dabéři            |
| Postava                    | 1                 | 2                 | 3                 | 4                 | 5                 | 6                 | 7                 | 8                 | 9                 | 10                |
| -------------------------- | ----------------- | ----------------- | ----------------- | ----------------- | ----------------- | ----------------- | ----------------- | ----------------- | ----------------- | ----------------- |
| Lt. Horatio Caine          | Jaromír Meduna    | Jaromír Meduna    | Jaromír Meduna    | Jaromír Meduna    | Jaromír Meduna    | Jaromír Meduna    | Jaromír Meduna    | Jaromír Meduna    | Jaromír Meduna    | Jaromír Meduna    |
| Det. Calleigh Duquesne     | L. Vondráčková    | Kateřina Lojdová  | Kateřina Lojdová  | Kateřina Lojdová  | Kateřina Lojdová  | Kateřina Lojdová  | Kateřina Lojdová  | Kateřina Lojdová  | Kateřina Lojdová  | Kateřina Lojdová  |
| Det. Eric Delko            | Radek Kuchař      | Radek Kuchař      | Radek Kuchař      | Radek Kuchař      | Radek Kuchař      | Radek Kuchař      | Radek Kuchař      | Radek Kuchař      | Radek Kuchař      | Radek Kuchař      |
| Det. Ryan Wolfe            |                   |                   | Petr Burian       | Petr Burian       | Petr Burian       | Petr Burian       | Petr Burian       | Petr Burian       | Petr Burian       | Petr Burian       |
| Sgt. Frank Tripp           | Jiří Prager       | Jiří Hromada      | Libor Terš        | Libor Terš        | Libor Terš        | Libor Terš        | Libor Terš        | Libor Terš        | Libor Terš        | Libor Terš        |
| Natalia Boa Vista          |                   |                   |                   | Kateřina Velebová | Kateřina Velebová | Kateřina Velebová | Kateřina Velebová | Kateřina Velebová | Kateřina Velebová | Kateřina Velebová |
| Walter Simmons             |                   |                   |                   |                   |                   |                   |                   | Marek Holý        | Marek Holý        | Marek Holý        |
| Det. Yelina Salas          | Kateřina Lojdová  | René Slováčková   | René Slováčková   |                   | René Slováčková   | René Slováčková   | René Slováčková   |                   |                   |                   |
| Lt. Megan Donner           | René Slováčková   |                   |                   |                   |                   |                   |                   |                   |                   |                   |
| Det. Timothy „Tim“ Speedle | Libor Bouček      | Petr Gelnar       | Petr Gelnar       |                   |                   | Petr Gelnar       |                   |                   |                   |                   |
| Dr. Alexx Woods            | Martina Hudečková | Martina Hudečková | Martina Hudečková | Martina Hudečková | Martina Hudečková | Martina Hudečková | Martina Hudečková | Martina Hudečková |                   |                   |
| Dr. Tara Price             |                   |                   |                   |                   |                   |                   | René Slováčková   |                   |                   |                   |
| Jesse Cardoza              |                   |                   |                   |                   |                   |                   |                   | Lukáš Hlavica     |                   |                   |

## Vysílání
| Řada | Díly | Premiéra v USA | Premiéra v USA  | Premiéra v ČR     | Premiéra v ČR      |
| Řada | Díly | První díl      | Poslední díl    | První díl         | Poslední díl       |
| ---- | ---- | -------------- | --------------- | ----------------- | ------------------ |
| 1    | 24   | 23. září 2002  | 19. května 2003 | 25. května 2006   | 29. srpna 2006     |
| 2    | 24   | 22. září 2003  | 24. května 2004 | 5. září 2006      | 20. února 2007     |
| 3    | 24   | 20. září 2004  | 23. května 2005 | 14. srpna 2007    | 12. února 2008     |
| 4    | 25   | 19. září 2005  | 22. května 2006 | 19. února 2008    | 29. července 2008  |
| 5    | 24   | 18. září 2006  | 14. května 2007 | 2. září 2008      | 24. února 2009     |
| 6    | 21   | 24. září 2007  | 19. května 2008 | 25. srpna 2009    | 26. ledna 2010     |
| 7    | 25   | 22. září 2008  | 18. května 2009 | 24. srpna 2010    | 16. listopadu 2010 |
| 8    | 24   | 21. září 2009  | 24. května 2010 | 23. června 2011   | 15. prosince 2011  |
| 9    | 22   | 3. října 2010  | 8. května 2011  | 30. srpna 2012    | 31. ledna 2013     |
| 10   | 19   | 25. září 2011  | 8. dubna 2012   | 11. července 2013 | 21. listopadu 2013 |

## Produkce

### Natáčení
Seriál se natáčel hlavně v Spojených státech. Exteriéry jsou filmovány především na severní Floridě, v oblasti Miami-Dade – větší část je kvůli levnější produkci a studiovým nákladům natočena v Los Angeles. Záběry na pláž a přístav jsou obvykle natočené v Marina del Rey. Moderní exteriéry policejního ředitelství jsou umístěny v budově FAA Credit Union, poblíž letiště LAX. Interiéry policejní laboratoře jsou nafilmovány ve studiovém komplexu poblíž Manhattanské pláže.

### Hudba
Úvodní píseň, podobně jako v ostatních sesterských seriálech, je od hard rockové hudební skupiny The Who. V případě tohoto seriálu jde o píseň "Won't Get Fooled Again", u které slova napsal Pete Townshend a nazpíval ji Roger Daltrey, píseň je na albu z roku 1971, "Who's Next".